# Киев-2 (троллейбус)
Киев-2 и/или КТБ-1 — советский двухосный троллейбус, выпускавшийся с 1960 по 1964 года в Киевском заводе электротранспорта. За время производства выпущено около 150 экземпляров, работавшие во многих городах Украины). На Киев-2 был применен ряд агрегатов, которые были применены на МТБ-82 и СВАРЗ-ТБЭС, (двигатель и электрооборудование, рама).
На конвейере «Киев-2» сменила улучшенная модель троллейбуса «Киев-4», что по внешнему виду мало отличался от него (о различиях этих моделей подробнее в описании этой модели). «Киев-2» имели ряд недостатков, как плохая система отопления, невысокое качество, невысокая вместимость, и поэтому после появления качественных и надежных Škoda и ЗиУ-5 были списаны в начале-середине 1970-х годов.

## История
Киевский завод электротранспорта в 1950-х годах выпускал по чертежам СВАРЗ троллейбусы СВАРЗ МТБЭС, которых КЗЭТ выпустил несколько десятков штук. В 1959 году КЗЭТ перестал выпускать троллейбусы МТБЭС и занялся собственным проектом, который был воплощён «на металле» в начале 1960 года. Новый троллейбус получил название 2Т (Киевский троллейбус двухосный), или «Киев-1». Этот троллейбус имел очень большой передний свес, что делало нагрузку на переднюю ось просто недопустимой, тем более что с такой нагрузкой было невероятно тяжело управлять машиной в отсутствие усилителя руля (первым из троллейбусов КЗЭТ усилитель руля получил  «Киев-6»). В серию «Киев-1» не пошёл.
Через некоторое время, в 1960 году была выпущена модель с укороченным передним свесом, и она получила название «КЗЭТ 2Ту», на основе которой осенью 1960 года начался выпуск модели под названием КТБ-1 и «Киев-2». В конструкции троллейбуса были применены мосты МАЗ, электрооборудования троллейбуса было взято от МТБ-82 (с двигателем ДК-202Б) и цилиндрический редуктор (устройство с механическими передачами зубчатыми / винтовыми, выполняющий функцию передачи крутящего момента от двигателя к ведущим колесам, а цилиндрическое — форма зубчатого колеса). Однако, у троллейбуса оказались недостатки: плохая система отопления, недолговечная конструкция, невысокая вместимость. В преемника модели, Киев-4 перешли те же недостатки. Киев-4 получился очень похожим на Киев-2, и имел незначительные отличия в конструкции, которые будут указаны ниже в описании модели. Киев-2 сначала выпускались главным образом для Киева, однако в середине 1960-х Киев отдал свои Киев-2 в другие города. Машины работали в Одессе, Севастополе, Черкассах, Винницы, Житомире, Полтаве.
Производство модели «Киев-2» продолжалось до 1964 года, с 1963 его заменила модель «Киев-4», некоторое время выпускаясь параллельно. Интересный факт: в 1962 году произошла модернизация КЗЭТ модели СВАРЗ ТБЭС (из-за недостатков модели, например: непрочная конструкция, протекание крыши и другие минусы), в процессе которой троллейбус стал короче (с 11,5 метра СВАРЗ его длина стала ~ 10,4 метра), по своему виду он был приближен к Киев-2, имел остекление ската крыши, как и СВАРЗ, и получил он название «Киев-3», то есть Киев-3 стал модернизированным ТБЭСом. Их было выпущено около 20, работали они до середины 1970-х.
Что касается «Киев-2», то в связи с их недостатками (описанными выше, к которым следует добавить и недостаточную мощность ТЭДа ДК-202Б, ввиду недостаточной мощности которого троллейбусов было тяжело преодолевать затяжные подъёмы, и непрочную раму), эти машины оказались не очень надёжными, поэтому уже в конце 1960-х годов, после поступления новых машин, таких как «Киев-4», а также в связи с техническим состоянием «киевлянок», «Киев-2» начали списывать. Так, Киев отдал свои «Киев-2» ещё в 1967 году, б/у троллейбусы имели плохое техническое состояние и проблемы с рамой, отчего часто стояли в ремонте. В Харькове и Севастополе их списали в 1971 году, в Одессе двумя годами позже. Последний «Киев-2» списан на 13-м году эксплуатации в Запорожье, где он эксплуатировался до 1977 года, а в 1990 году был передан в Музей пассажирского транспорта Москвы.

## Описание
Киев-2 представляет собой троллейбус средней вместимости, которые по своим размерам практически идентичен преемнику «Киев-4», и имеет электрооборудование от троллейбуса МТБ-82. Сама машина вышла на 6 сантиметров длиннее, чем «Киев-4» — длина его составляет 10,39 метра, ширина — 2,65 метра; «Киев-2» имел традиционную к тому времени для троллейбусов, колёсную базу, которая составляла ровно 6 метров. Основой конструкции троллейбуса была стальная несущая рама, которая была взята от СВАРЗ МТБЭС, однако рама в «Киев-2» была значительно укреплена, по сравнению с МТБЭСом, однако не такая крепкая, как должна быть. Рама троллейбуса воспринимала все нагрузки на конструкцию, и была главным её несущим элементом, на который крепились все необходимые узлы и агрегаты. Каркас троллейбуса был выполнен из стальных труб прямоугольного сечения, а листы обшивки скреплялись между собой и крепились к каркасу с помощью заклёпок (заклепки на кузове хорошо видны на фотографии). Обшивка выполнялась из стальных листов.
Клепанный кузов Киев-2 является ещё одним отличием от Киев-4, которые будут представлены ниже. Поскольку Киев-2 мало отличается от Киев-4, их можно спутать, поэтому ниже будут приведены видимые различия у этих моделей.
- В Киев-2 клёпанный кузов, в Киев-4 он сварной.
- В Киев-2 продолговатый рейсоуказатель, в Киев-4 он сначала тоже таким был, однако место было только для номера маршрута, впоследствии указатель был заменён на ещё меньший.
- В Киев-2 лобовое стекло состоит из 4 частей, Киев-4 с двух, однако в условиях эксплуатации в некоторых К-2 стекло становилось таким, как в Киев-4, из двух частей.
- Форма кузова в Киев-4 более округлая, чем у Киев-2, особенно это видно по передней и задней.
- В Киев-2 было другое остекление задней панели, чем в Киев-4.
- В Киев-4 был толстый подоконный молдинг, которые был тоньше молдинга на Киев-2, однако это несущественно, поскольку в процессе эксплуатации этот молдинг могли менять или вообще убирать.
- В Киев-2 сиденья в салоне слева были диванного типа, смежные, в Киев-4 они были все раздельного типа.

Лобовое стекло троллейбуса, как и СВАРЗ-МТБЭС было разделено на 4 части, что было не очень хорошо для водителя, поэтому иногда в процессе эксплуатации его заменяли на стекло из двух частей. Над лобовым стеклом размещался небольшой козырёк, на котором можно было поместить табличку с информацией о номере и направлении маршрута, по которому ходил троллейбус. Следует также отметить, что передок троллейбуса имел более продолговатую форму, чем Киев-4, у которого передок имел округлую форму. На передок троллейбуса традиционно крепилась эмблема Киевского завода электротранспорта, с выведенными буквами «Киев». Фары у троллейбуса были аналогичны своим современниками (одинарные и округлой формы).
Задняя панель троллейбуса, если смотреть на «Киев-4», имела другое остекление и более плоскую форму. Электрооборудование троллейбуса было взято от МТБ-82 — лучшего тогда делать не хотели, хотя к тому времени уже были более совершенные ЗиУ-5, Škoda 8Tr и Škoda 9Tr. Троллейбус оснащался системой штангоудержания — канаты для съёма штанг привязывались к верхним концам токоприёмников (штанг) и наматывались на барабаны, которые были внутри двух бобин, прикреплённых к задней панели. Однако, в процессе эксплуатации, канаты не наматывались на барабаны, а часто привязывали к крюкам, которые крепились к задней панели или боковине; также канаты могли привязывать к лестнице. Троллейбус Киев-2 оснащался электродвигателем постоянного тока ДК-202Б, имевший мощностью 86 киловатт. И этой мощности было недостаточно троллейбусам в Киеве на затяжных подъёмах, и им было тяжело преодолеть их.
Тяговый двигатель троллейбуса размещался в колёсной базе под полом салона. Троллейбус Киев-2 был двухосный машиной, ведущим мостом был задний, крутящий момент, который создавался тяговым электродвигателем, передавался карданной передачей на задние ведущие колеса. На троллейбусе применялись мосты МАЗ-200; главная передача — (это зубчатый механизм, которая служит для передачи крутящего момента от карданного вала к ведущим колёсам) коническая (называется она так потому, что зубчатое колесо, по форме похоже на срезанный конус). Компрессор троллейбуса служил для нагнетания воздуха в пневмосистемы троллейбуса: пневмогальм, системы открывания дверей. Тормозная система троллейбуса: электродинамическая — сначала вступал в действие электротормоз, затем (уже на небольшой скорости) — пневмогальм, пневматическая тормозная система троллейбуса была одноконтурной, и не слишком надёжной (это был ещё один недостаток «Киев-2»).
В салон троллейбуса вели две двери ширмового типа, которые были расположены в колёсной базе (передние) и заднем свесе (задние). Кое-что в салоне было заимствовано от МТБ-82, а именно большая закрытая кабина водителя. Салон в Киев-2 был довольно просторным и имел трёхрядное планирование: слева размещалось по смежному сиденью («дивану»), на котором садилось 2 пассажиров, с правой стороны по одному, это позволило обеспечить просторность салона и увеличить вместимость троллейбуса в часы-пик. Сиденье было выполнено раздельного типа по правому борту, и двойные диванные, по левому. Следует также отметить, что площадь остекления, была достаточно большой (для машин того времени), а вентиляция в салоне обеспечивалась за счёт сдвижных форточек и двух крышных люков.
В противовес этому, система отопления была очень плохой, зимой в троллейбусе было настолько холодно, что по некоторым упоминаниям, зимой боковые окна часто покрывались толстым коркой льда, а в салоне было не теплее, чем на улице. В салоне размещалось 30 сидений — с трёхрядный планированием, а сзади было установлено 4 сиденья; общая вместимость составляла 65 человек.
Кабина водителя была закрытой и находилась, в переднем свесе. Само место водителя было идентичным Киев-4 и подобным МТБ, комфорта у водителя было достаточно мало: водительское кресло было таким же, как и пассажирское, а усилителя рулевого управления не было, поэтому, чтобы крутить руль, а тем более управлять машиной, требовались большие физические усилия водителя. На приборной панели находились манометр, часы, спидометр и другие органы управления, представленные тумблерами. Педали находились справа и слева от рулевой колонки: акселератор справа, а тормоз слева, рычаг ручного тормоза размещался справа от водителя.

## Технические характеристики
- Модель:«Киев-2»
- Прозвища: «Киянка»
- Предшественник: «Киев-1»
- Преемник: «Киев-4»
- Производитель: Киевский завод электротранспорта
- Годы производства: 1960—1964
- Модификации: Киев-2Тм
- Количество выпущенных экземпляров: ~ 150

## Троллейбусные поезда
В конце 1960-х Владимир Веклич успешно адаптировал свою систему к троллейбусам марки «Киев-2», а на киевском заводе электротранспорта было налажено производство комплектующих к его системе. Поезда из троллейбусов «Киев-2», соединенных между собой по системе Владимира Веклича эксплуатировались в Днепропетровске и Одессе.